# Louis Bromfield
Louis Bromfield, rodným jménem Lewis Brumfield (* 27. prosince 1896, Ohio — 18. března 1956, Columbus), byl americký spisovatel a publicista. Proslavil se ale i jako ochránce přírody.

## Život
Pozdější spisovatel se narodil jako Lewis Brumfield 27. prosince 1896 v Ohiu jako syn Charlese Brumfielda a Annette Marie roz. Coulter. Rodina žila na farmě. Později změnil svoje jméno na Louis Bromfield, protože toto znění považoval za „vznešenější“.
V letech 1914 až 1916 studoval zemědělství na Cornellově univerzitě ve městě Ithaca. Odtud však v roce 1916 přešel na studium žurnalistiky na Kolumbijské univerzitě v New Yorku. Jeho pobyt na této univerzitě však netrval příliš dlouho, v důsledku první světové války byl nucen narukovat na frontu. Nakonec se přidal ke zdravotnímu oddílu francouzské armády. Za své činy během války byl oceněn Válečným křížem.
Po návratu z války se naplno věnoval práci reportéra, vyzkoušel si však také i povolání divadelního producenta a reklamního manažera.
V roce 1921 se oženil s Mary Appleton Wood, která byla dcerou významného newyorského advokáta Chalmerse Wooda a jeho manželky Ellen Appleton Smith. Manželům Bromfieldovým se narodily tři dcery; Ann, Hope a Ellen. Bromfieldova žena zemřela v roce 1952.
Jeho první novela s názvem Zelený vavřín (The Green Bay Tree, 1924) slavila velký úspěch. V roce 1926 vydal Bromfield portrét puritánského prostředí Nové Anglie s názvem Časný podzim (Early Autumn), za které získal Pulitzerovu cenu za rok 1927. V témže roce ( rok po vydání Hemingwayovy Fiesty a dva roky po vydání Velkého Gatsbyho F.Scotta Fitzgeralda) byl v New York Times označen  za "nejslibnějšího ze všech dnes píšících mladých amerických autorů".  
V roce 1930 se Bromfield přestěhoval do města Senlis 42 km severně od Paříže. Podnikl však také dvě dlouhé cesty do Indie, kde načerpal námět ke svému nejslavnějšímu dílu, románu Když nastaly deště z  roku 1937, který byl vydán i v češtině. Námět byl zfilmován v roce 1939 (The Rains Came). V tomto populárním hollywoodském snímku hráli mj. Myrna Loy a Tyrone Power.
V prosinci 1938 koupil Bromfield 600 ha velkou zanedbanou farmu v unijním státě Ohio a postavil na jejím pozemku dům s 19 pokoji. Jeho spisovatelská činnost se poté orientovala převážně na naučnou literaturu, zvláště šetrné formy zemědělství a ochranu přírody. Svoji Malabar Farm přetvořil na ukázkový příklad „nového zemědělství“. Farmu navštívilo mnoho slavných osobností. V roce 1945 zde byli oddáni Lauren Bacall a Humprey Bogart, tehdejší slavné filmové hvězdy. V roce 1941 se Bromfield stal viceprezidentem dobrovolnické Společnosti přátel venkova (Friends of the Land).
Louis Bromfield zemřel v roce 1956 ve věku 59 let ve městě Columbus v Ohiu.

## Díla
- Zelený vavřín (1924)
- Posedlost (1925)
- Časný podzim (1926)
- Dobrá žena (1927)
- Podivný případ slečny Annie Spraggové (1928)
- Dvacet čtyři hodin (1930)
- Moderní hrdina (1932)
- Farma (1933)
- Muž, který měl všechno (1935)
- Když nastaly deště (1937)
- Noc v Bombaji (1940)
- Divoká řeka (1941)